# Tratado Thomson-Urrutia
El tratado Thomson-Urrutia fue firmado en Bogotá entre Estados Unidos y Colombia, el 6 de abril de 1914, por el plenipotenciario estadounidense Thadeus A. Thomson y por Francisco José Urrutia de parte de Colombia. Su objetivo era solucionar el conflicto entre estadounidenses y colombianos, provocado por el apoyo que brindó Estados Unidos a la separación de Panamá de Colombia en 1903. Siendo ratificado por el Congreso de los Estados Unidos, siete años después de su firma (en abril de 1921) y 18 de la declaración de independencia.
En virtud de este tratado, ambos países acordaron, entre otros puntos:
1. El derecho de Colombia de transportar tropas, buques y materiales de guerra sin pagar peaje por el Canal de Panamá.
2. El pago a Colombia la suma de 25 millones de dólares, en indemnización por la separación de Panamá.
3. El reconocimiento por parte de Colombia y la fijación de límites fronterizos con Panamá de conformidad con lo indicado en la Ley colombiana del 9 de junio de 1855.
4. La exoneración de todo impuesto y derecho a los productos agropecuarios y de la industria colombiana que pasen por el Canal, así como el correo.

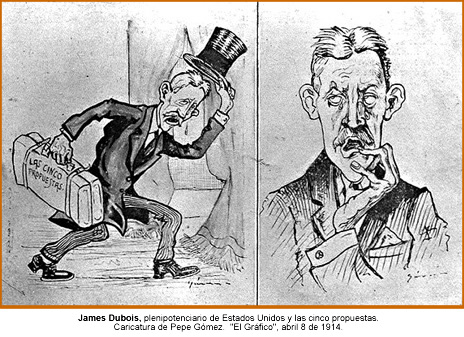
Caricatura sobre el Tratado Urrutia-Thomson

Panamá no tuvo ninguna participación en la negociación del tratado, ni tampoco le dio el derecho a Estados Unidos para que actuara en su nombre. Al aprobarse dicho tratado, Panamá protestó y no reconoció esos límites en vista de que ninguno de los dos países firmantes podían obligarla a cumplirlo.
Los límites fueron determinados por el tratado Victoria-Vélez, del 20 de agosto de 1924 y son los mismos límites que fijó la Ley de 1855.